# Typologia fibul według Oscara Almgrena
Typologia fibul według Oscara Almgrena – klasyfikacja fibul z okresu wpływów rzymskich, dokonana przez szwedzkiego badacza Oscara Almgrena. Przydatna archeologom przede wszystkim w datowaniu oraz klasyfikacji obiektów wykopaliskowych, a także stanowisk.

## Powstanie typologii
Zapoczątkowana i opracowana przez Oscara Almgrena, profesora archeologii na Uniwersytecie w Uppsali w 1897 roku, opublikowana została pt. Studien über nordeuropäische Fibelformen der ersten nachchristlichen Jahrhunderte, mit Berücksichtigung der provinzialrömischen und südrussischen Formen (dosł. pol. Badania nad północnoeuropejskimi formami fibul z pierwszych stuleci naszej ery z uwzględnieniem form prowincjonalno-rzymskich i południoworuskich). W swym zasadniczym kształcie pozostaje aktualna do dziś, podobnie jak dopełniająca ją typologia fibul według Józefa Kostrzewskiego, która odnosi się do okresu lateńskiego (typologia Almgrena oparta jest na znacznie bogatszym materiale).

## Poszczególne grupy i serie
Badacz wyróżnił siedem głównych grup, w obrębie których ponadto wyodrębnił serie (rzadkie fibule nie należą do żadnej z grup ani serii). Każdy typ zapinki opatrzony jest osobnym numerem (pierwsze dziewięć fibul zawartych jest również w typologii Józefa Kostrzewskiego). 
- 1-9, a również 17 i 18 — fibule lateńskie; specyficzna nr 18 z ażurową pochewką (wpływ norycko-panoński).
- 10-14 — grupa I, czyli jednodzielne zapinki kuszowate z szeroką nóżką. Spotykane przede wszystkim w rejonie Nadłabia, gdzie występowały w fazie B1.
- 15, 16 oraz 19-22 — fibule prowincjonalnorzymskie.
- 23-43 — grupa II, tzw. zapinki z kapturkiem na sprężynce. Nr 31 i 34 to tzw. fibule z haczykiem podtrzymującym cięciwę.
  - 26-30 — seria zachodnia, czyli zapinki z kapturkiem. Występują w B1 i B2 na terenie Nadłabia i w Czechach.
  - 37-43 — seria wschodnia. Zapinki te posiadają tulejkę. Pochodzą z fazy B2 i występują w inwentarzu kultury przeworskiej oraz kultury wielbarskiej.
- 44-64 — grupa III, czyli zapinki oczkowane, występujące w fazach B1 i B2.
  - 45-53 — seria główna, wyróżniona na bazie zapinek ze środkowych Niemiec.
  - 55 i 56 — seria łotewsko-estońska. Są to zapinki stosunkowo długie oraz dwudzielne.
  - 57-63 — seria pruska, charakterystyczna dla wschodniej kultury przeworskiej i kultury wielbarskiej.
  - 64 — zapinka bornholmska.
- 65-93 — grupa IV, czyli zapinki silnie profilowane.
  - 67-73 — I seria główna. Należą do niej zapinki z płytką pomiędzy kabłąkiem a sprężynką. Zapinka 67 pochodzi z fazy B1a, czyli z samego początku okresu wpływów rzymskich. Zapinka 68 pochodzi z fazy B1b.
  - 74-84 — II seria główna, czyli zapinki bez płytki pomiędzy kabłąkiem a sprężynką. 77 to zapinka trąbkowata pochodząca z fazy B2.
  - 88-93 — zapinki silnie profilowane z kapturkiem na sprężynce.
- 94-155 — grupa V, tzw. zapinki pochodne od silnie profilowanych.
  - 94-98 — seria I. Zapinki z grzebykami
  - 99 i 100 — seria II. Zapinki będące „wariacjami” na temat odchodzenia od profilowania.
  - 101 — seria III.
  - 102 i 103 — seria IV, czyli zapinki z typową dla nich cięciwą.
  - 104-106 — seria V. Zapinki z kapturkiem lub tulejką na sprężynce.
  - 107 i 108 — seria VI. Zapinki te pochodzą z fazy B2 i posiadają płytkę na główce.
  - 109-114 — seria VII. Zapinki z kulką na nóżce i z grzebykami.
  - 115-119 — seria XI (kolejność serii zmieniona według autora typologii). Są to fibule szerokie i posiadające płytkę na główce. Datuje się je na B2b/C1a.
  - 120-131 — seria VIII, czyli zapinki z grzebykiem na główce. 127 i 128 występują w kulturze wielbarskiej w fazie B2/C1, zaś 129 występuje w kulturze przeworskiej.
  - 138-147 — seria IX. Zapinki kolankowate (ich kabłąk i główka tworzą kąt zbliżony do kąta prostego).
  - 148 i 149 — seria X. Zapinki taśmowate, a zarazem esowate.
  - 151-155 — seria XII, czyli zapinki blachowate.
- 156-191 — grupa VI. Późnorzymskie zapinki z podwiniętą nóżką. Zapinki do 184 włącznie datowane są na fazy C1 i C2.
  - 157 — zapinka sarmacka z fazy C2.
  - 158 — zapinka z kultury przeworskiej z fazy C2. Jej dłuższy wariant (długości 7–8 cm) występuje później w fazie D1 i jest jej wyznacznikiem.
  - 162 — zapinka z kultur wielbarskiej i przeworskiej datowana na C2.
  - 165 i 184 — zapinki zakrzowskie.
  - 166 — zapinka z kultury przeworskiej, z fazy C2.
  - 167 i 168 — zapinki z kultury wielbarskiej, z fazy C2.
  - 182 — zapinka z Krymu, występująca również w kulturze czerniachowskiej.
  - 185-191 — dalsza seria grupy VI datowane na fazę C3/D1.
- 192-221 — grupa VII. Fibule dwudzielne i kuszowate.
  - 193, 201-203, 210, 213-215 — zapinki z kulką na nóżce.
  - 194-198 — fibule z szeroką ściętą nóżką.
  - 199, 205-207 — fibule pozbawione nóżki.
  - 208, 209, 211, 212, 216-221 — zapinki monstrualne, u których jeden element jest zdecydowanie powiększony w stosunku do pozostałych. Wśród nich mamy popularne w strefie bałtyckiej Skandynawii zapinki z dużymi tarczkami.
- 222-235 — fibule tarczowate (autor nie wyróżnił dla nich osobnej grupy). Występują przez cały okres wpływów rzymskich zarówno w Imperium jak i w Barbaricum. W Polsce trafiają się sporadycznie.
- 236-244, 246-248 — fibule prowincjonalne rzymskie (jw.).
  - 236-238 — panońskie. 236 i 237 występują w Polsce.
  - 240 — zapinka legionowa.
  - 244 — zapinka obcęgowata.
- 245 — zapinka gotlandzka.

## Chronologia
- A1 (ok. 200 p.n.e. - 120 p.n.e.)
- A2 (ok. 120 p.n.e. - 60 p.n.e.)
- A3 (ok. 60 p.n.e. - pocz. I wieku n.e.)
- B1 (ok. pocz. I wieku n.e. - 80 n.e.)
- B2 (ok. 80 n.e. - 160n.e.)
- C1 (ok. 160 n.e. - 260 n.e.)
- C2 (ok. 260 n.e. - 310 n.e.)
- C3 / D (ok. 310 n.e. - 540 n.e.)

## Galeria

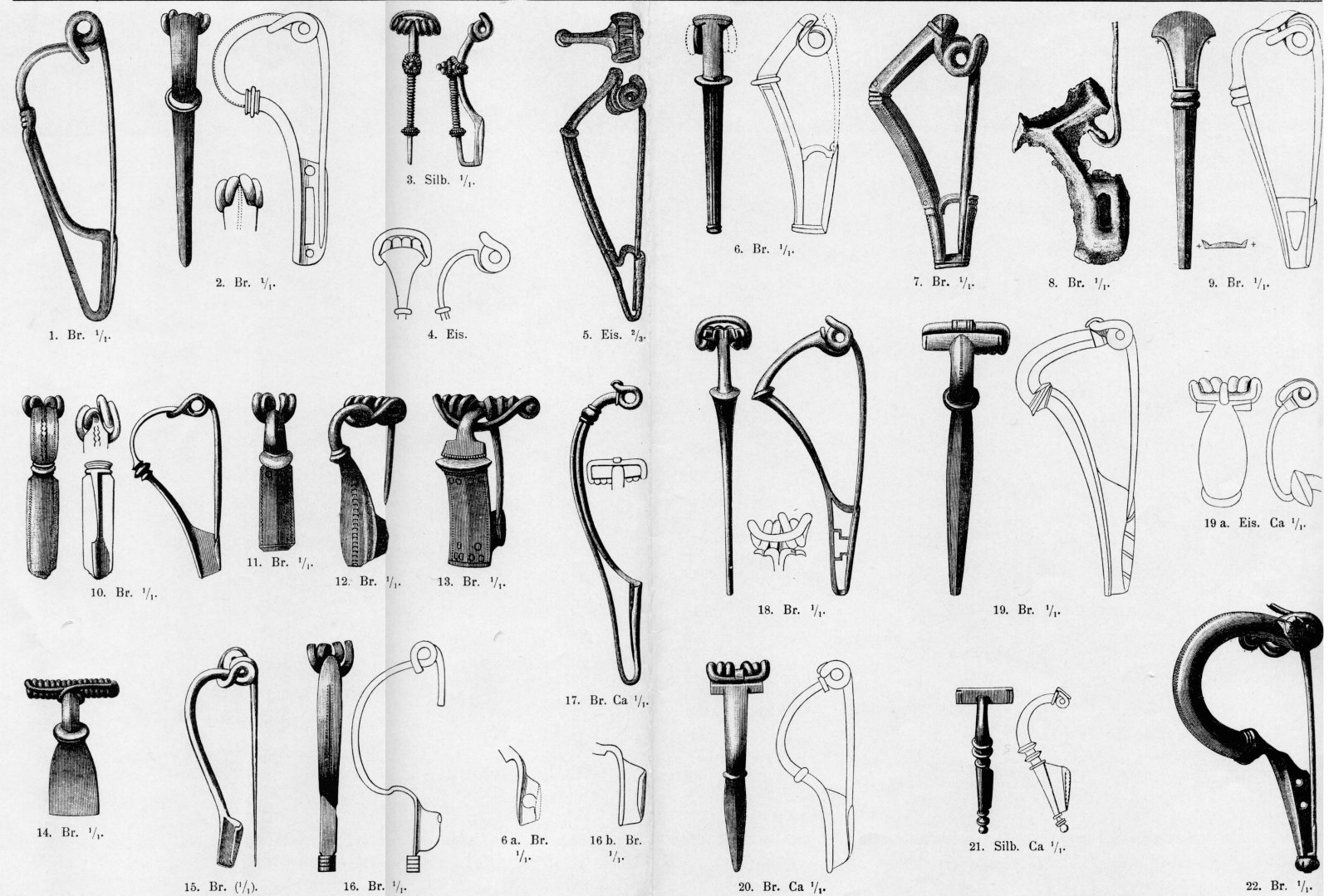
Fibule 1-22
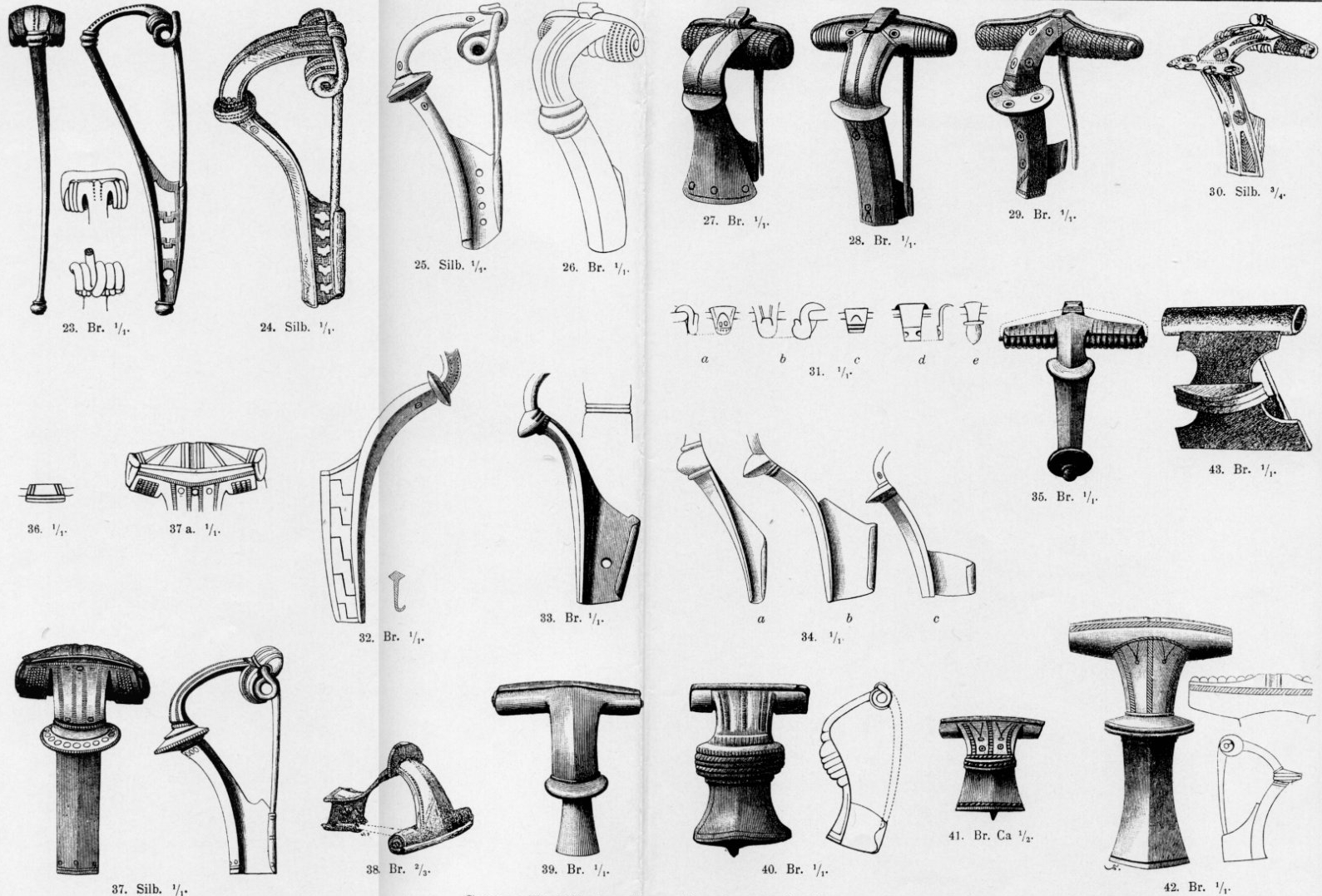
Fibule 23-43
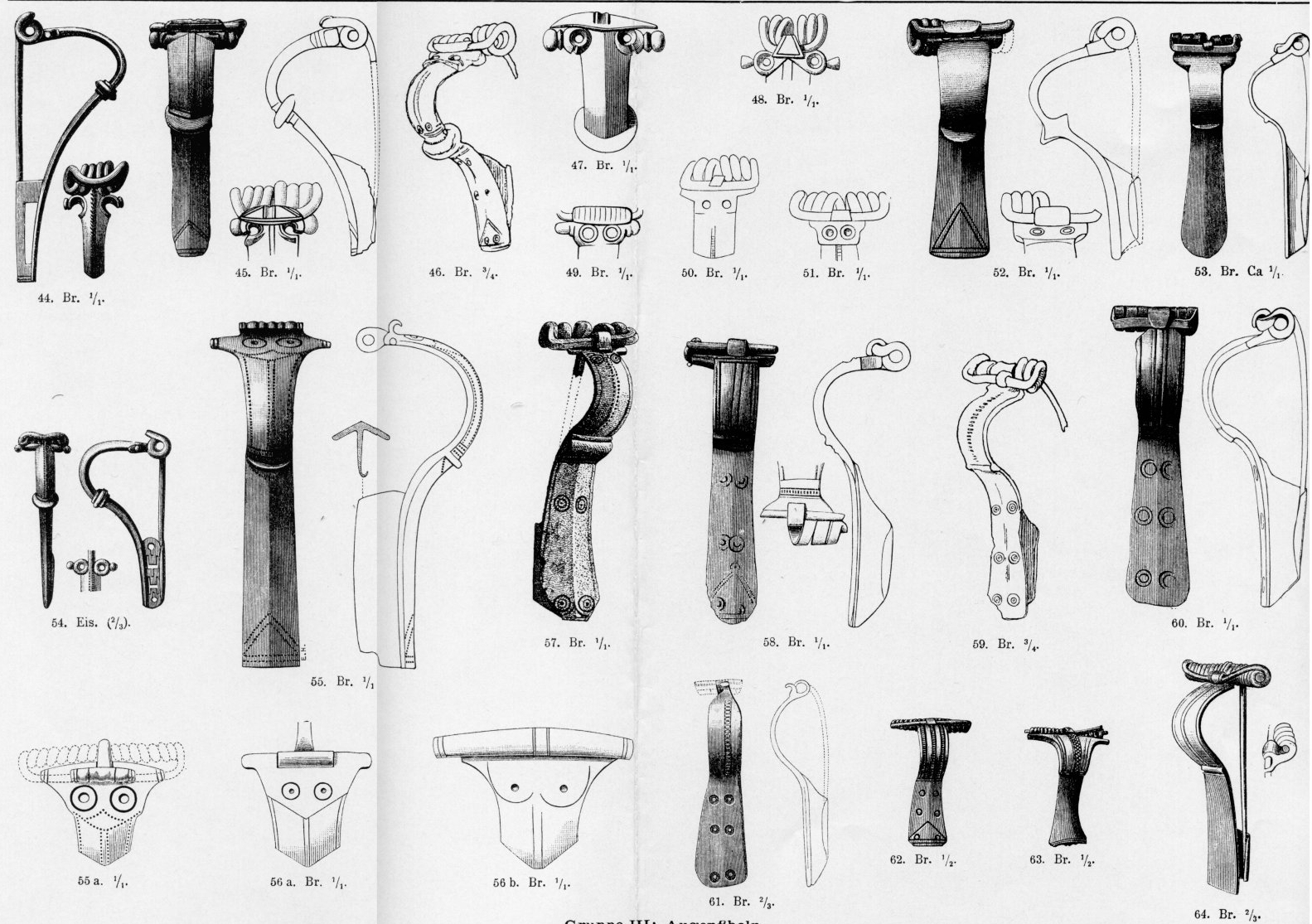
Fibule 44-64
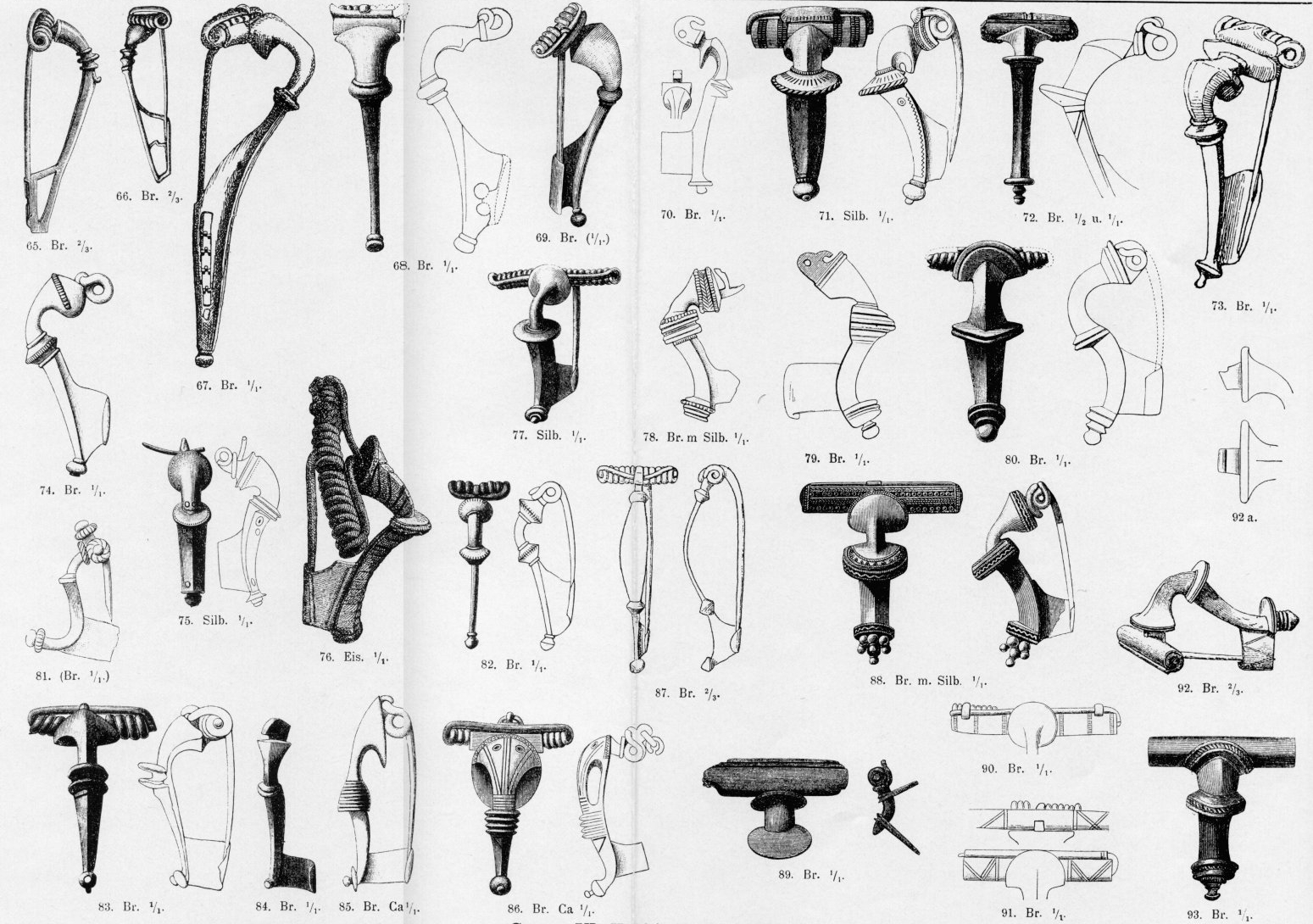
Fibule 65-93
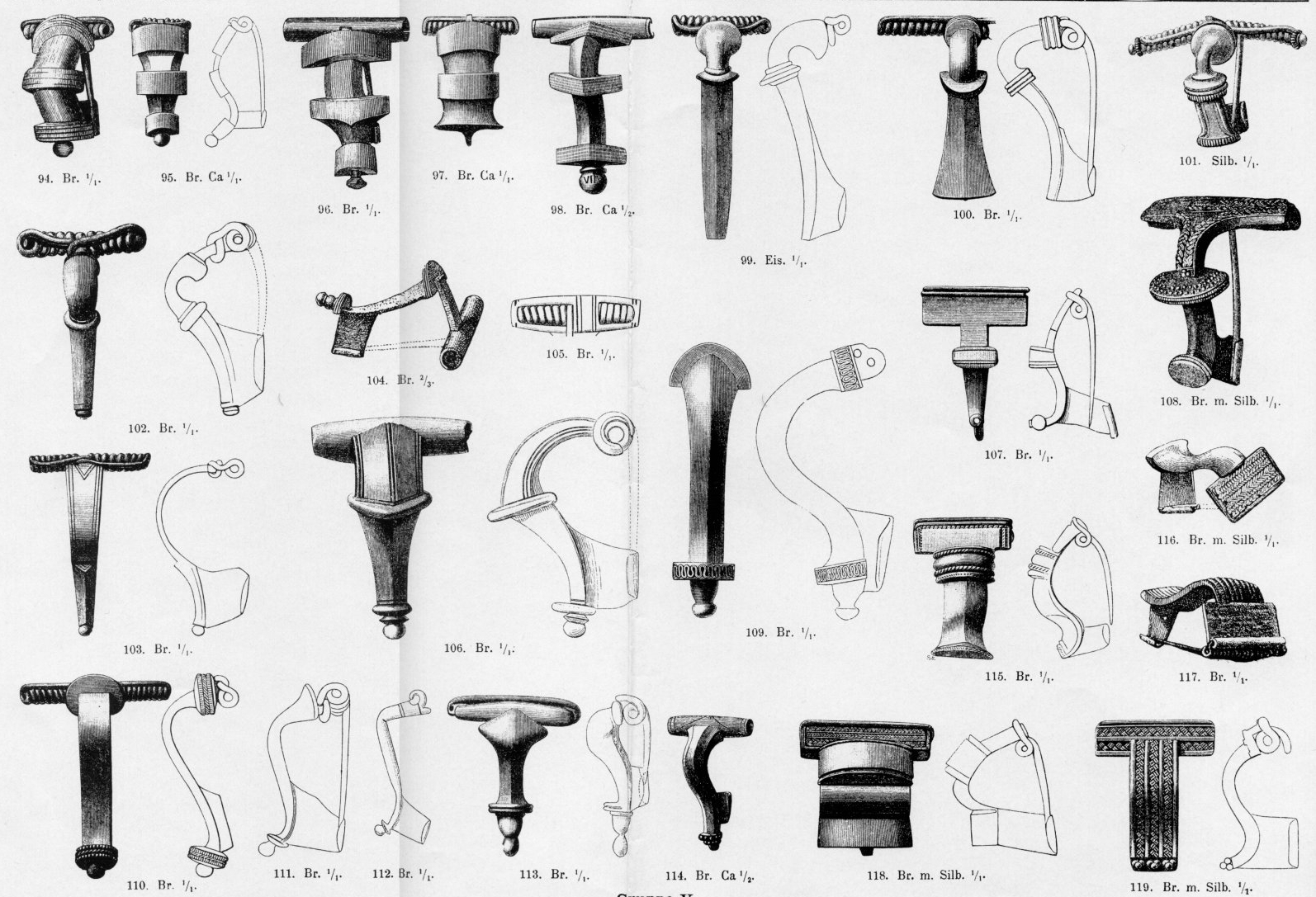
Fibule 94-119
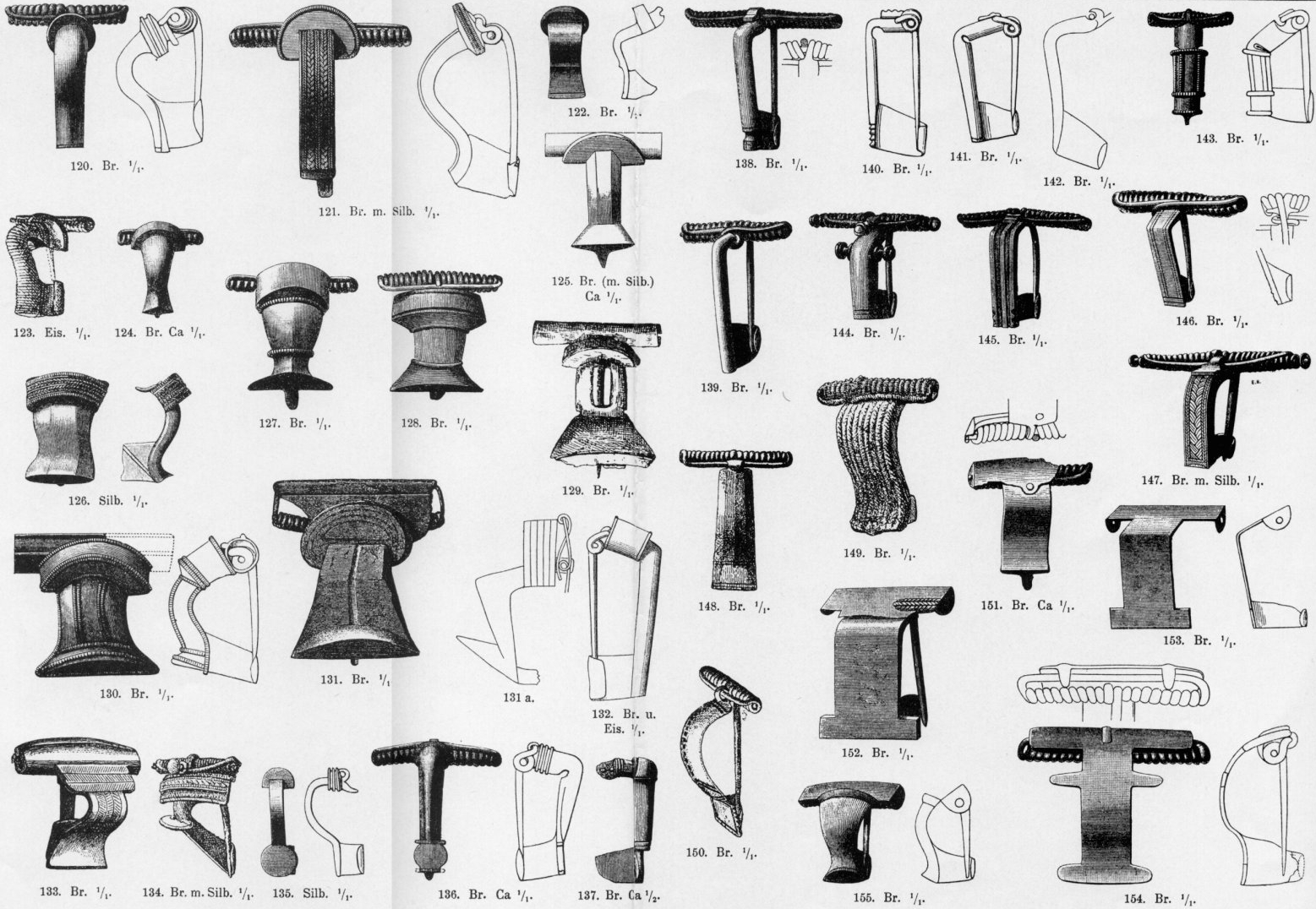
Fibule 120-155
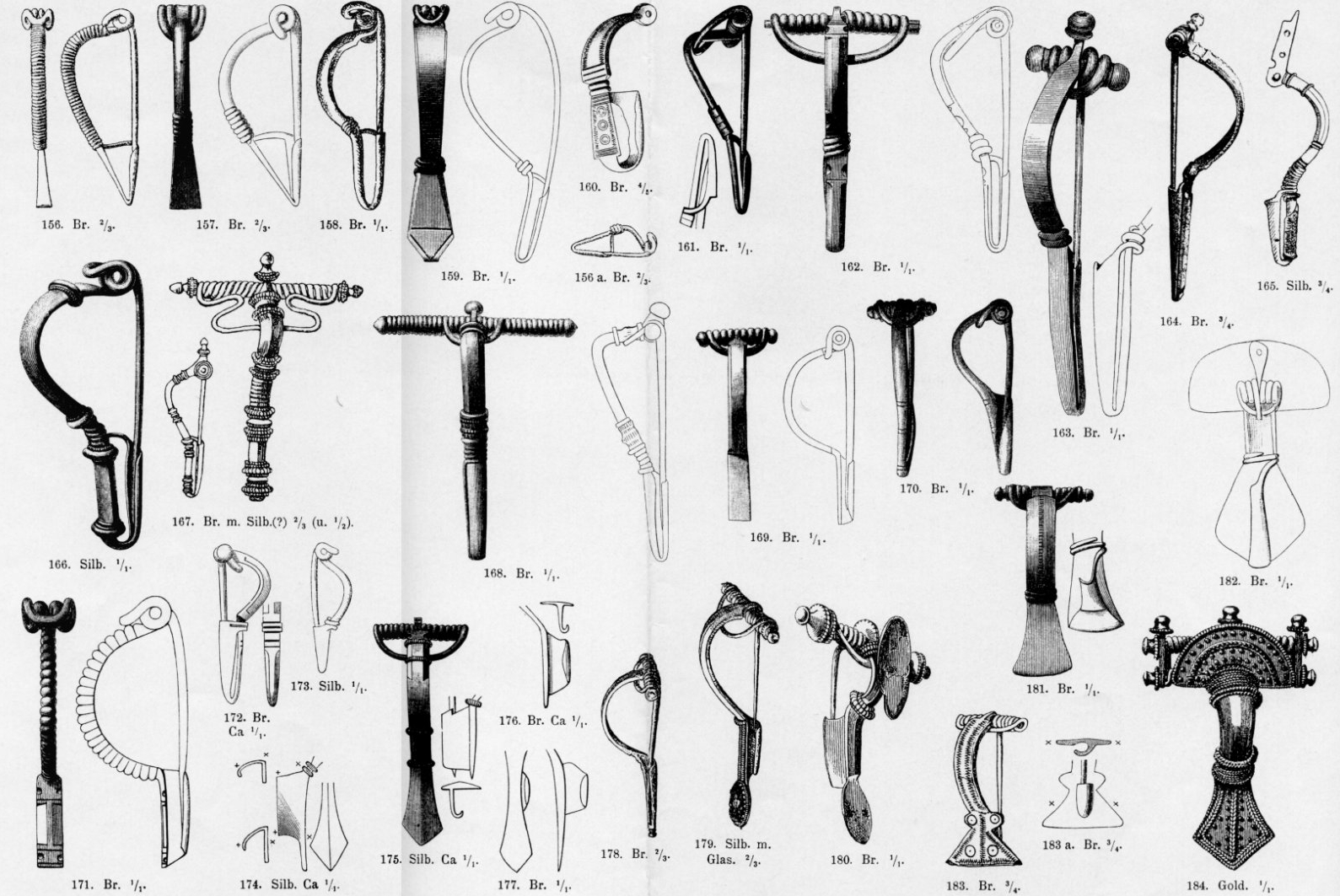
Fibule 156-184
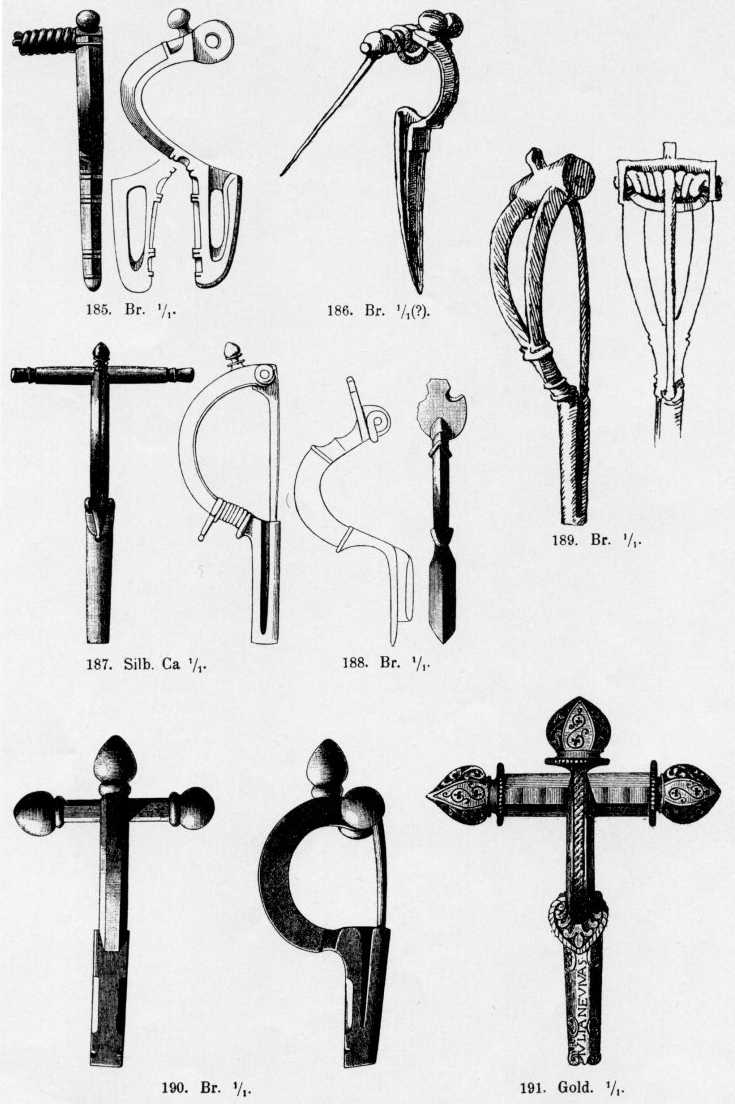
Fibule 185-191.
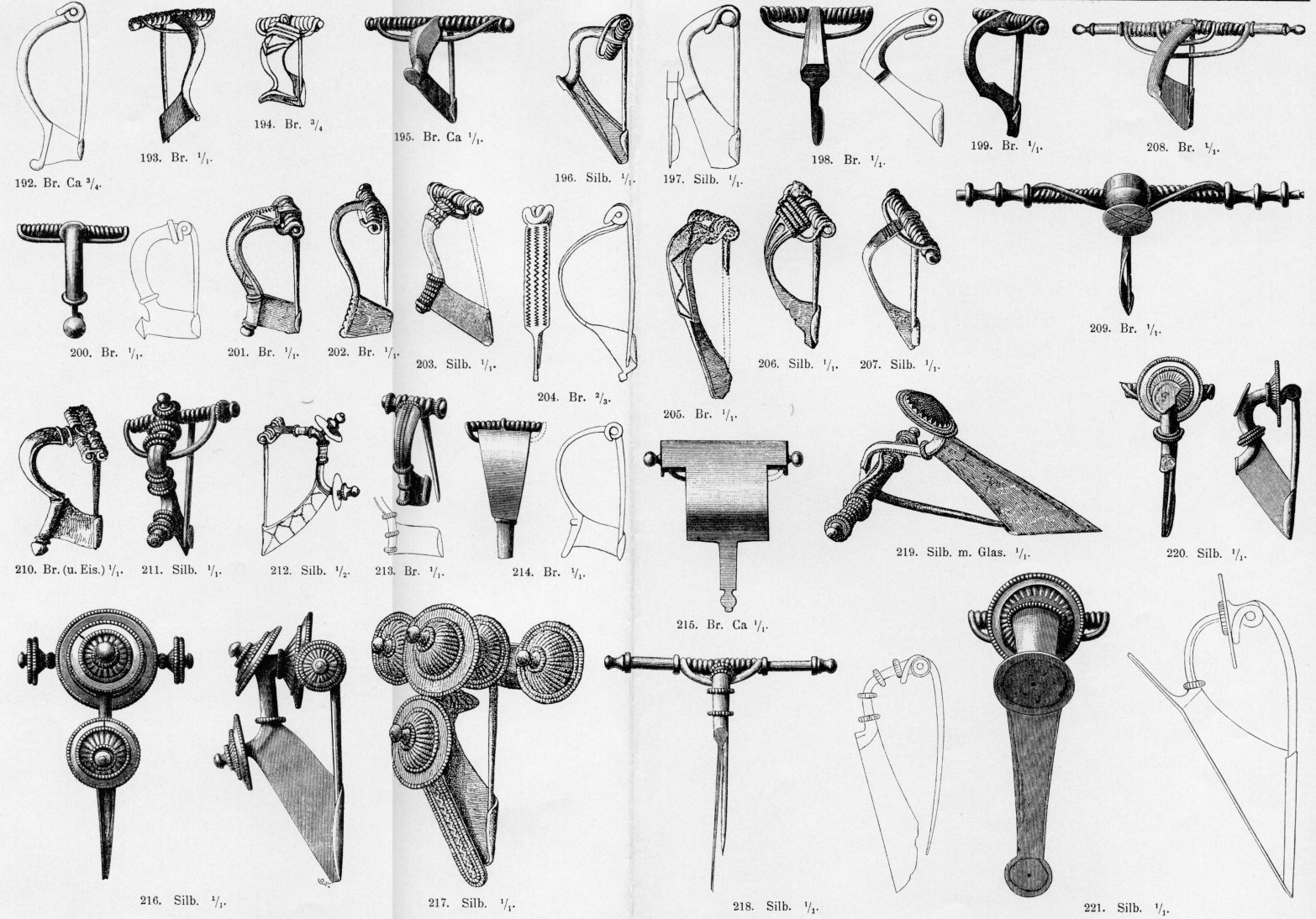
Fibule 192-221
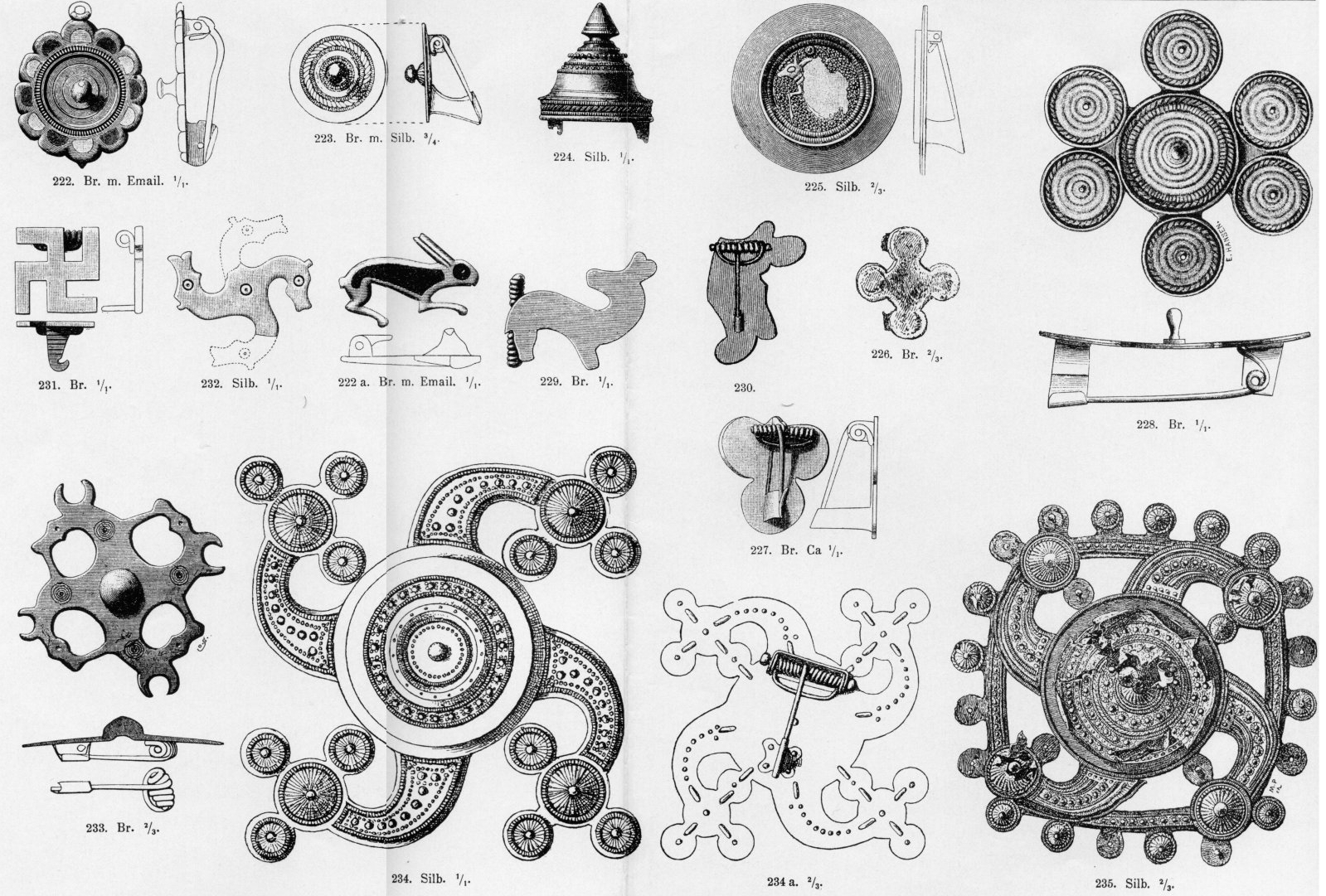
Fibule 222-235
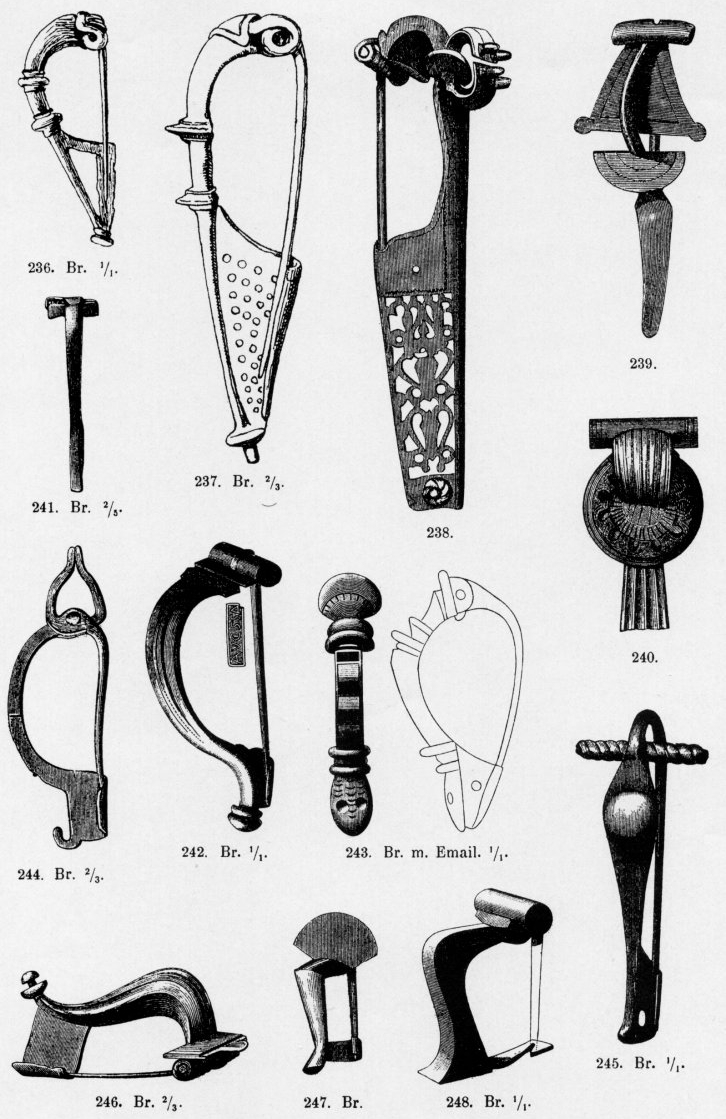
Fibule 236-245